# Pacco bomba

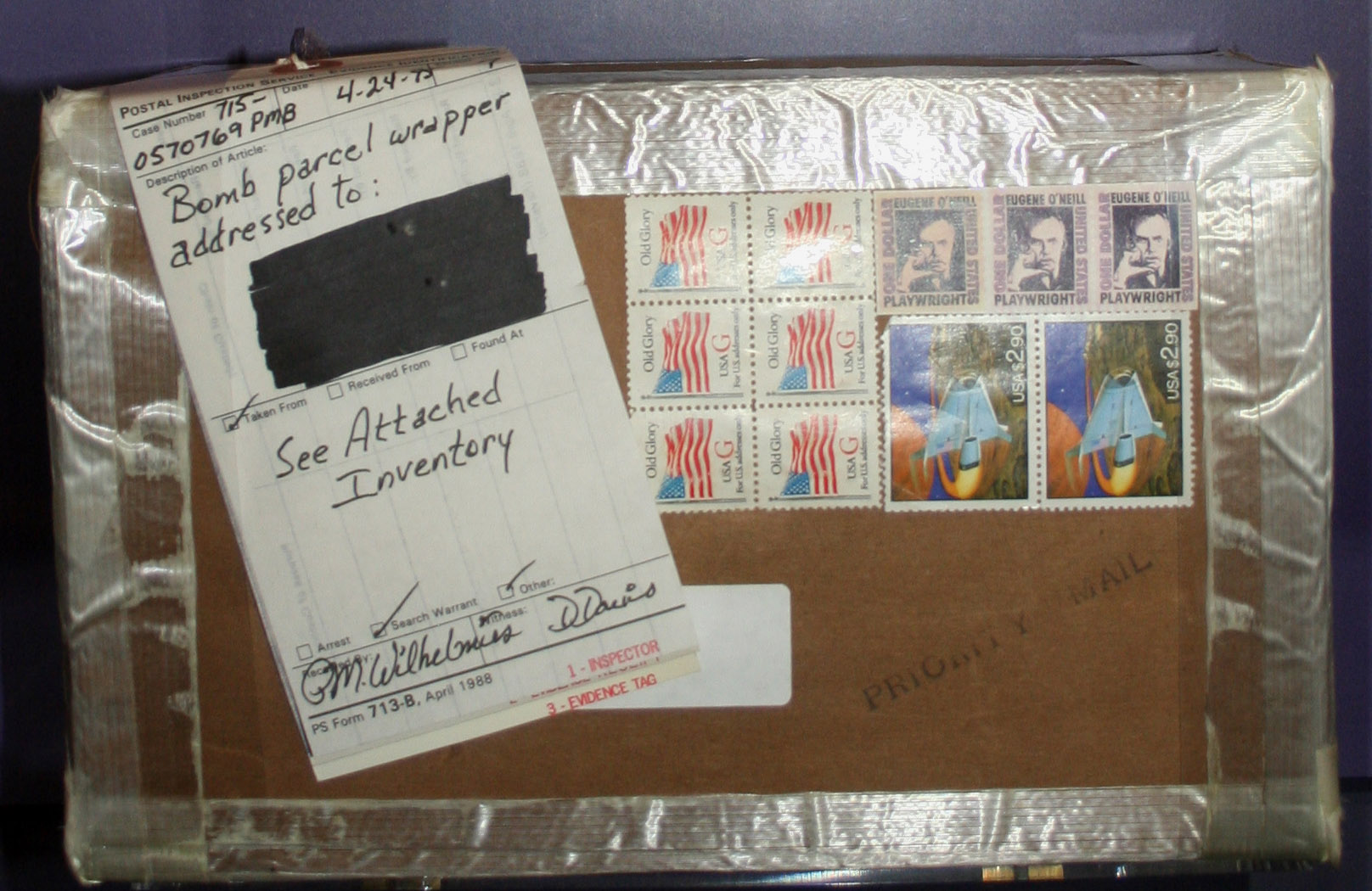
Un pacco bomba in mostra al National Postal Museum di Washington.

Il pacco bomba è un ordigno esplosivo spedito attraverso il sistema postale, e progettato con l'intento di ferire o uccidere chi lo riceve, nel momento in cui apre l'oggetto in questione. È stato utilizzato in attacchi terroristici indiscriminati come quelli di Unabomber. Alcuni paesi hanno agenzie specializzate nel contrasto di questa tecnica criminale, e nelle relative indagini. È possibile che il pacco bomba sia antico quasi quanto le Poste stesse, atteso che se ne fa menzione già nel 1764.

## Caratteristiche
Il pacco bomba è normalmente concepito per esplodere immediatamente all'apertura, allo scopo di ferire gravemente o uccidere chi lo riceve (che non sempre s'identifica con il destinatario). Generalmente è composto dall'esplosivo ad alto (per uccidere) o a basso potenziale (usato per scopi intimidatori oppure misto a viti, bulloni che ne amplificano l'effetto e feriscono o talvolta uccidono l'obiettivo), da un detonatore e da un innesco, generalmente a strappo (più economico) o da complessi sistemi elettronici con fotodiodo. Una minaccia analoga proviene dalla posta contenente sostanze chimiche non identificate, come nel caso degli attacchi all'antrace del 2001.

## Brevettabilità
I pacchi bomba, come le mine antiuomo, sono tipici esempi di materia esclusa dai brevetti secondo la Convenzione Europea sui brevetti, poiché la pubblicazione o lo sfruttamento di tali invenzioni sono contrari all'ordine pubblico e/o alla moralità.